# Liste der Bourbaki-Seminare 1980 bis 1989
Die Liste der Bourbaki-Seminare 1980 bis 1989 enthält die Vorträge im Séminaire Nicolas Bourbaki von 1980 bis 1989.
Die Auflistung erfolgt gemäß den Jahrgangs-Bänden, in denen sie herausgegeben wurden, hier den Bänden 22 bis 31. Es gibt für den angegebenen Zeitraum Überschneidungen zu der vorherigen und nachfolgenden Liste (die Seminare sind bis Nr. 549 von 1979 und bis Nr. 719 von 1989, aber einem anderen Band zugeordnet).

## 1979–80
- 543 Pierre Deligne Le groupe fondamental du complément d'une courbe plane n'ayant que des points doubles ordinaires est abélien, d'après W. Fulton
- 544 Michel Demazure Caractérisations de l'espace projectif (conjectures de Hartshorne et de Frankel), d'après Shigefumi Mori
- 545 Pierre Gabriel Algèbres auto-injectives de représentation finie, d'après Christine Riedtmann
- 546 Michail Gromow Hyperbolic manifolds according to Thurston and Jørgensen
- 547 Dale Husemoller La décomposition des espaces des lacets et la torsion impaire des groupes d'homotopie, d'après F. Cohen, J. C. Moore, J. Neisendorfer et P. Selick
- 548 Alberto Tognoli Algebraic approximation of manifolds and spaces
- 549 Bernard Beauzamy Sous-espaces invariants dans les espaces de Banach
- 550 Pierre Cartier La conjecture locale de Langlands pour {\displaystyle GL(2)} et la démonstration de Ph. Kutzko
- 551 Alain Connes Feuilletages et algèbres d'opérateurs
- 552 Nicole Desolneux-Moulis Orbites périodiques des systèmes hamiltoniens autonomes, d'après Clarke, Ekeland-Lasry, Moser, Rabinowitz, Weinstein
- 553 Luc Lemaire Existence des applications harmoniques et courbure des variétés
- 554 Dennis Sullivan Travaux de Thurston sur les groupes quasi-fuchsiens et les variétés hyperboliques de dimension 3 fibrées sur {\displaystyle S^{1}}
- 555 Claude Bardos Apparition éventuelle de singularités dans des problèmes d'évolution non linéaires, d'après S. Klainerman, R. Glassey, J. Chadam, F. John (et d'autres)
- 556 Lionel Bérard Bergery La courbure scalaire des variétés riemanniennes
- 557 Yves Colin de Verdière La matrice de Scattering pour l'opérateur de Schrödinger sur la droite réelle
- 558 Michel Duflo Caractères des groupes de Lie résolubles
- 559 Harry Fürstenberg Rigidity and cocycles for ergodic actions of semi-simple Lie groups, after G. A. Margulis and R. Zimmer
- 560 Yves Meyer Régularité des solutions des équations aux dérivées partielles non linéaires, d'après J.-M. Bony

## 1980–81
- 561 Pierre Cartier: Les arrangements d'hyperplans : un chapitre de géométrie combinatoire
- 562 Paul Gérardin Formes automorphes associées aux cycles géodésiques des surfaces de Riemann hyperboliques
- 563 Oscar Lanford III: Smooth transformations of intervals
- 564 Jean Martinet Normalisation des champs de vecteurs holomorphes, d'après A. D. Brjuno
- 565 Bernard Teissier Variétés toriques et polytopes
- 566 Jean-Louis Verdier Algèbres de Lie, systèmes hamiltoniens, courbes algébriques, d'après M. Adler et P. van Moerbeke
- 567 K. David Elworthy Stochastic methods and differential geometry
- 568 Hélène Esnault Classification des variétés de dimension 3 et plus, d'après T. Fujita, S. Iitaka, Y. Kawamata, K. Ueno, E. Viehweg
- 569 Sylvestre Gallot Minorations sur le {\displaystyle \lambda _{1}} des variétés riemanniennes
- 570 Jean-Michel Lemaire Anneaux locaux et espaces de lacets à séries de Poincaré irrationnelles, d'après Anick, Roos, etc
- 571 Georges Maltsinotis Le théorème de Brill-Noether, d'après P. Griffiths, J. Harris, G. Kempf, S. Kleiman, et D. Laksov
- 572 Jacques Tits Groupes à croissance polynomiale, d'après M. Gromov et al.
- 573 Eugenio Calabi Géométrie différentielle affine des hypersurfaces
- 574 Jean Cerf 1-formes fermées non singulières sur les variétés compactes de dimension 3
- 575 John Coates The work of Mazur and Wiles on cyclotomic fields
- 567 Hendrik W. Lenstra Primality testing algorithms, after Adleman, Rumely and Williams
- 568 Ian MacDonald Affine Lie algebras and modular forms
- 569 John W. Morgan Actions de groupes finis sur {\displaystyle S^{3}} : la conjecture de P. A. Smith, d'après Thurston et Meeks-Yau

## 1981–82
- 579 Reinhold Böhme New results on the classical problem of Plateau on the existence of many solutions
- 580 Pierre Cartier: Perturbations singulières des équations différentielles ordinaires et analyse non-standard
- 581 Lê Dũng Tráng Faisceaux constructibles quasi-unipotents
- 582 Bernard Malgrange Travaux d'Ecalle et de Martinet-Ramis sur les systèmes dynamiques
- 583 Guy Métivier Équations aux dérivées partielles sur les groupes de Lie nilpotents
- 584 Lluis Puig La classification des groupes finis simples: bref aperçu et quelques conséquences internes (Avec la collaboration de Michel Broué)
- 585 Jean-Luc Brylinski (Co)-homologie d'intersection et faisceaux pervers
- 586 Jürg Fröhlich, Thomas C. Spencer Some recent rigorous results in the theory of phase transitions and critical phenomena
- 587 François Rodier Représentations de {\displaystyle GL(n,k)} où k est un corps p-adique
- 588 Laurent Siebenmann La conjecture de Poincaré topologique en dimension 4, d'après M. H. Freedman
- 589 Tonny Albert Springer Quelques applications de la cohomologie d'intersection
- 590 Marc Yor Introduction au calcul stochastique
- 591 Jean-Michel Bony Résolution des conjectures de Calderón et espaces de Hardy généralisés, d'après R. Coifman, G. David, A. McIntosh, Y. Meyer
- 592 Robin Hartshorne Genre des courbes algébriques dans l'espace projectif, d'après L. Gruson et C. Peskine
- 593 Jerry L. Kazdan Positive energy in general relativity
- 594 Jean Lannes La conjecture des immersions, d'après R. L. Cohen, E. H. Brown, F. P. Peterson et al.
- 595 Jean-Marie Trépreau Systèmes différentiels à caractéristiques simples et structures réelles-complexes
- 596 Jean-Louis Verdier Les représentations des algèbres de Lie affines : applications à quelques problèmes de physique, d'après E. Date, M. Jimbo, M. Kashiwara, T. Miwa

## 1982–83
- 597 Pierre Cartier: La théorie classique et moderne des fonctions symétriques
- 598 Jean Cougnard Les travaux de A. Fröhlich, Ph. Cassou-Noguès et M. J. Taylor sur les bases normales
- 599 Adrien Douady Systèmes dynamiques holomorphes
- 600 Michel Merle Variétés polaires, stratifications de Whitney et classes de Chern des espaces analytiques complexes, d'après Lê-Teissier
- 601 Christophe Soulé {\displaystyle K_{2}} et le groupe de Brauer, d'après A. S. Merkurjev et A. A. Suslin
- 602 André Voros Problème spectral de Sturm-Liouville : le cas de l'oscillateur quartique
- 603 Henri Berestycki Solutions périodiques de systèmes hamiltoniens
- 604 Adrien Douady Noeuds et structures de contact en dimension 3, d'après Daniel Bennequin
- 605 Thierry Fack K-théorie bivariante de Kasparov
- 606 Nigel Hitchin The Yang-Mills equations and the topology of 4-manifolds, after S. K. Donaldson
- 607 Gérard Iooss Modélisation de la transition vers la turbulence
- 608 Bernard Maurey Sous-espaces {\displaystyle l^{P}} des espaces de Banach
- 609 Arnaud Beauville Surfaces K3
- 610 Marc Chaperon Quelques questions de géométrie symplectique, d'après, entre autres, Poincaré, Arnold, Conley et Zehnder
- 611 Igor Dolgachev Integral quadratic forms: applications to algebraic geometry, after V. Nikulin
- 612 Michel Duflo Analyse harmonique sur les groupes algébriques complexes : formule de Plancherel, d'après M. Andler, et conjecture de M. Vergne
- 613 Monique Hakim Valeurs au bord de fonctions holomorphes bornées en plusieurs variables complexes
- 614 Robert Sadourny Quelques problèmes de dynamique des fluides géophysiques

## 1983–84
- 615 Maurizio Cornalba Systèmes pluricanoniques sur l'espace des modules des courbes et diviseurs de courbes k-gonales, d'après Harris et Mumford
- 616 Pierre Deligne Preuve des conjectures de Tate et de Shafarevitch, d'après G. Faltings (Vermutungen von John T. Tate und Igor Schafarewitsch im Rahmen von Faltings’ Beweis der Vermutung von Mordell)
- 617 Guy Henniart Les inégalités de Morse, d'après E. Witten
- 618 Pierre Pansu Effondrement des variétés riemanniennes, d'après J. Cheeger et M. Gromov
- 619 Lucien Szpiro La conjecture de Mordell, d'après G. Faltings (Vermutung von Mordell)
- 620 Jacques Tits Le monstre, d'après R. Griess, B. Fischer et al.
- 621 Pierre Cartier: Homologie cyclique : rapport sur des travaux récents de Connes, Karoubi, Loday, Quillen...
- 622 Alain Chenciner La dynamique au voisinage d'un point fixe elliptique conservatif: de Poincaré et Birkhoff à Aubry et Mather
- 623 Myriam Déchamps-Gondim Analyse harmonique, analyse complexe et géométrie des espaces de Banach, d'après J. Bourgain
- 624 H. Blaine Lawson Surfaces minimales et la construction de Calabi-Penrose
- 625 Joseph Oesterlé Courbes sur une variété abélienne, d'après M. Raynaud
- 626 Gérard Viennot Problèmes combinatoires posés par la physique statistique
- 627 Jean Cerf Suppression des singularités de codimension plus grande que 1 dans les familles de fonctions différentiables réelles, d'après Kiyoshi Igusa
- 628 Didier Dacunha-Castelle Reconstruction des phases en cristallographie par maximum d'entropie, d'après G. Bricogne
- 629 François Laudenbach Les 2-sphères de {\displaystyle \mathbb {R} ^{3}} vues par A. Hatcher et la conjecture de Smale {\displaystyle Diff(S^{3})\sim 0(4)}
- 630 Daniel Lazard Primitives des fonctions élémentaires, d'après Risch et Davenport
- 631 Joseph Oesterlé Nombres de classes des corps quadratiques imaginaires, (zum Klassenzahlproblem, Lösung von Kurt Heegner, Harold Stark, Don Zagier-Benedict Gross u. a.)
- 632 Jacques Stern Le problème de la mesure (Maßproblem)

## 1984–85
- 633 Robert Azencott Une approche probabiliste du théorème de l'indice (Atiyah-Singer), d'après J.-M. Bismut
- 634 Daniel Bennequin Caustique mystique, d'après Arnold et al.
- 635 John Coates The work of Gross and Zagier on Heegner points and the derivatives of L-series
- 636 Jean-Pierre Labesse La formule des traces d'Arthur-Selberg
- 637 Jean-Jacques Risler Complexité et géométrie réelle, d'après A. Khovansky
- 638 Lionel Schwartz La conjecture de Sullivan, d'après H. Miller
- 639 Jean-Benoît Bost Tores invariants des systèmes dynamiques hamiltoniens
- 640 Michel Broué Les l-blocs des groupes {\displaystyle GL(n,q)} et {\displaystyle U(n,q^{2})} et leurs structures locales
- 641 Gilles Lachaud Les codes géométriques de Goppa (Goppa-Codes)
- 642 Gilles Lebeau Interaction des singularités pour les équations aux dérivées partielles non linéaires, d'après J.-M. Bony et al.
- 643 Laurent Moret-Bailly Variétés stablement rationnelles non rationnelles, d'après Beauville, Colliot-Thélène, Sansuc et Swinnerton-Dyer
- 644 Christophe Soulé Régulateurs
- 645 John Frank Adams La conjecture de Segal
- 646 Pierre Cartier: Décomposition des polyèdres : le point sur le troisième problème de Hilbert (Drittes Hilbert-Problem)
- 647 Alain Connes Indice des sous facteurs, algèbres de Hecke et théorie des noeuds, d'après Vaughan Jones
- 648 Jean-Marc Deshouillers Théorème de Fermat : la contribution de Fouvry (Großer fermatscher Satz)
- 649 Joseph Oesterlé Démonstration de la conjecture de Bieberbach, d'après L. de Branges (Beweis der Bieberbachschen Vermutung)
- 650 Christine Riedtmann Algèbres de type de représentation fini, d'après Bongartz, Gabriel, Roiter et d'autres

## 1985–86
- 651 Arnaud Beauville Le problème de Torelli
- 652 Daniel Bertrand Lemmes de zéros et nombres transcendants
- 653 Jean-Pierre Bourguignon L'équation de la chaleur associée à la courbure de Ricci, d'après R. S. Hamilton
- 654 Alain Bruguières Propriétés de convexité de l'application moment, d'après Atiyah, Guillemin-Sternberg, Kirwan et al.
- 655 Robert Moussu Le problème de la finitude du nombre de cycles limites
- 656 Frédéric Pham Introduction à la résurgence quantique, d'après Ecalle et Voros
- 657 Daniel Bennequin Problèmes elliptiques, surfaces de Riemann et structures symplectiques, d'après M. Gromov
- 658 Pierre Cartier: Détermination des caractères des groupes finis simples : travaux de Lusztig
- 659 Jacques DixmierQuelques résultats de finitude en théorie des invariants, d'après V. L. Popov
- 660 Xavier Fernique Fonctions aléatoires gaussiennes, les résultats récents de M. Talagrand
- 661 Gerardo Gonzalez-Springberg Désingularisation des surfaces par des modifications de Nash normalisées, d'après M. Spivakovsky
- 662 Yves Meyer Principe d'incertitude, bases hilbertiennes et algèbres d'opérateurs
- 663 Michail Leonidowitsch Gromow Entropy, homology and semialgebraic geometry, after Y. Yomdin
- 664 Jacques Lafontaine Mesures de courbure des variétés lisses et des polyèdres, d'après Cheeger, Müller et Schrader
- 665 Robert Didier Analyse semi-classique de l'effet tunnel, d'après B. Helffer et J. Sjöstrand
- 666 Yum-Tong Siu Asymptotic Morse inequalities for analytic sheaf cohomology, according to J.-P. Demailly
- 667 Antonius van de Ven On the differentiable structure of certain algebraic surfaces
- 668 Jean-Christophe Yoccoz Bifurcations de points fixes elliptiques, d'après A. Chenciner

## 1986–87
- 669 Nicolas Lerner Principe d'incertitude et microlocalisation, d'après C. Fefferman et D. H. Phong
- 670 Alexis Marin Géométrie des polynômes. Coût global moyen de la méthode de Newton, d'après M. Shub et S. Smale
- 671 Guy Métivier Problèmes mixtes non linéaires et stabilité des chocs multidimensionnels
- 672 Paul-André Meyer Calcul stochastique non commutatif
- 673 Joseph Oesterlé Dégénérescence de la suite spectrale de Hodge vers De Rham, d'après Deligne et Illusie
- 674 Jean-Loup Waldspurger Représentation métaplectique et conjectures de Howe
- 675 Arnaud Beauville Le problème de Schottky et la conjecture de Novikov
- 676 Jean-Benoît Bost Fibrés déterminants, déterminants régularisés et mesures sur les espaces de modules des courbes complexes
- 677 Adrien Douady Disques de Siegel et anneaux de Herman
- 678 Jean-Yves Girard Le lambda-calcul du second ordre
- 679 François Loeser Déformations de courbes planes, d'après Severi et Harris
- 680 Alain-Sol Sznitman Grandes déviations
- 681 Laurent Clozel Progrès récents vers la classification du dual unitaire des groupes réductifs réels
- 682 Daniel Lascar Théorie de la classification
- 683 Christophe Margerin Fibrés stables et métriques d'Hermite-Einstein, d'après S. K. Donaldson, K. K. Uhlenbeck, S. T. Yau
- 684 Jacques Tits Le module du «Moonshine», d'après I. Frenkel, J. Lepowsky et A. Meurman
- 685 Jean-Louis Verdier Groupes quantiques, d'après V. G. Drinfel'd

## 1987–88
- 686 Hedy Attouch Homogénéisation
- 687 Pierre Cartier: Jacobiennes généralisées, monodromie unipotente et intégrales itérées
- 688 Guy Henniart Cyclotomie et valeurs de la fonction {\displaystyle \Gamma }, d'après G. Anderson
- 689 Jean-Pierre Serre Groupes de Galois sur {\displaystyle \mathbf {Q} }
- 690 Jean-Christophe Yoccoz Non-accumulation de cycles limites
- 691 Nicholas Katz Travaux de Laumon
- 692 Bernard Malgrange Transformation de Fourier géométrique
- 693 Alexis Marin Un nouvel invariant pour les sphères d'homologie de dimension trois, d'après Casson
- 694 Joseph Oesterlé Nouvelles approches du «théorème» de Fermat
- 695 Graeme Segal Elliptic cohomology, after Landweber-Stong, Ochanine, Witten and others
- 696 Pierre Arnoux Ergodicité générique des billards polygonaux, d'après Kerckkoff, Masur, Smillie
- 697 Robert Azencott Simulated annealing
- 698 Haïm Brezis Points critiques dans les problèmes variationnels sans compacité
- 699 Patrick Gérard Solutions globales du problème de Cauchy pour l'équation de Boltzmann, d'après R. J. DiPerna et P. L. Lions

## 1988–89
- 700 Jacques Tits Groupes associés aux algèbres de Kac-Moody
- 701 John Coates On p-adic L functions
- 702 Laurent Clozel Nombres de Tamagawa des groupes semi-simples, d'après Kottwitz
- 703 Yves Colin de Verdière Distribution de points sur une sphère, d'après Lubotzky, Phillips et Sarnak
- 704 Krzysztof Gawedzki Conformal field theory
- 705 Pierre Bérard Variétés riemanniennes isospectrales non isométriques
- 706 Étienne Ghys L'invariant de Godbillon-Vey
- 707 André Haefliger Feuilletages riemanniens
- 708 Christian Kassel Le résidu non commutatif, d'après M. Wodzicki
- 709 Gérard Laumon Faisceaux caractères, d'après Lusztig
- 710 Patrick Dehornoy La détermination projective, d'après Martin, Steel et Woodin
- 711 Guy Henniart Formes de Maass et représentations galoisiennes, d'après Blasius, Clozel, Harris, Ramakrishnan et Taylor
- 712 János Kollár Minimal models of algebraic threefolds : Mori's
- 713 Christophe Soulé Géométrie d'Arakelov des surfaces arithmétiques
- 714 Claude Viterbo Capacités symplectiques et applications, d'après Ekeland-Hofer, Gromov